# Miguel Ángel Porro
Miguel Ángel Porro es un actor argentino de larga trayectoria.

## Carrera
Miguel Ángel Porro es un destacado actor de reparto de numerosas películas y obras teatrales. Tuvo su apogeo en la década de 1980 al interpretar personajes secundarios en películas como un colectivero en Esperando La Carroza en 1985 junto a Antonio Gasalla, La búsqueda con Andrea Tenuta Y Rodolfo Ranni en el mismo año, Expreso a la emboscada en 1986 con el francés Bernard Giraudeau y Federico Luppi, y La noche de los lápices con Alejo García Pintos, Vita Escardó, Pablo Novak, Adriana Salonia y gran elenco. Luego reaparece en 1995 en  Caballos salvajes, junto a  Héctor Alterio, Leonardo Sbaraglia y Cecilia Dopazo, y posteriormente La clínica del Dr. Cureta (1987) con Gianni Lunadei, y en 1998 con Corazón iluminado con Miguel Ángel Solá.
En el 2004 se desempeñó en su doble rol de actor y director de casting en el mediometraje titulado Lo reflejó el azulejo junto a sus hijos Martín Porro y Florencia Porro y Alicia Rinaldi.
En teatro tuvo una definida labor como actor, docente y director de decenas de obras cómicas y dramáticas.
Trabajó también como actor de publicidades como en el comercial de los 80's de Car Audio Systems (BGH), sobre seguridad del auto.

## Filmografía
Como actor
- 1985: Esperando La Carroza como el colectivero.
- 1985: La búsqueda.
- 1985: Bairoletto, la aventura de un rebelde.
- 1986: Expreso a la emboscada.
- 1986: La noche de los lápices como un militante.
- 1987: La clínica del Dr. Cureta como Lorenzo Yantomazzi.
- 1988: Conviviendo con la muerte.
- 1995: Caballos salvajes como el dueño de estación de servicio.
- 1998: Corazón iluminado como el Fotógrafo de Playa.
- 2001: Ni vivo, ni muerto.
- 2001: Tú no sospechas (cortometraje)
- 2001: Arregui, la noticia del día.
- 2004: Vida en Marte como el Señor Lotería.
- 2004: Lo reflejó el azulejo.
- 2005: Tiempo de valientes como Custodio hall.
- 2006: A través de tus ojos como Chango.
- 2008: Enanas blancas (cortometraje)
- 2016: Paternóster, la otra mirada

Como director de casting
- 2004: Lo reflejó el azulejo.

## Televisión
- 1983: La estrella del norte.
- 1995: Poliladron
- 2006: Okupas, en el capítulo "Los cinco mandamientos".
- 2006: Hermanos y Detectives, en el "Capítulo final".
- 2011: El puntero.

## Teatro
Como actor
- Chorro de caño.
- Hasta que la muerte nos separe.
- Lo que mata es la humedad.
- El Vitral Variete.
- Buenos Aires, a la vista... Varieté.
- Una condecoración de lindas cintas.
- Como Eva en el paraíso.
- El Sexo, ¿todavía es Masculino?.
- Clandestino.
- Rojo lápiz de labios.

Como director
- Claveles Azul Marino.
- Tiempo de descuento.